# Graf-Wilhelm-Straße 6 (Bregenz)

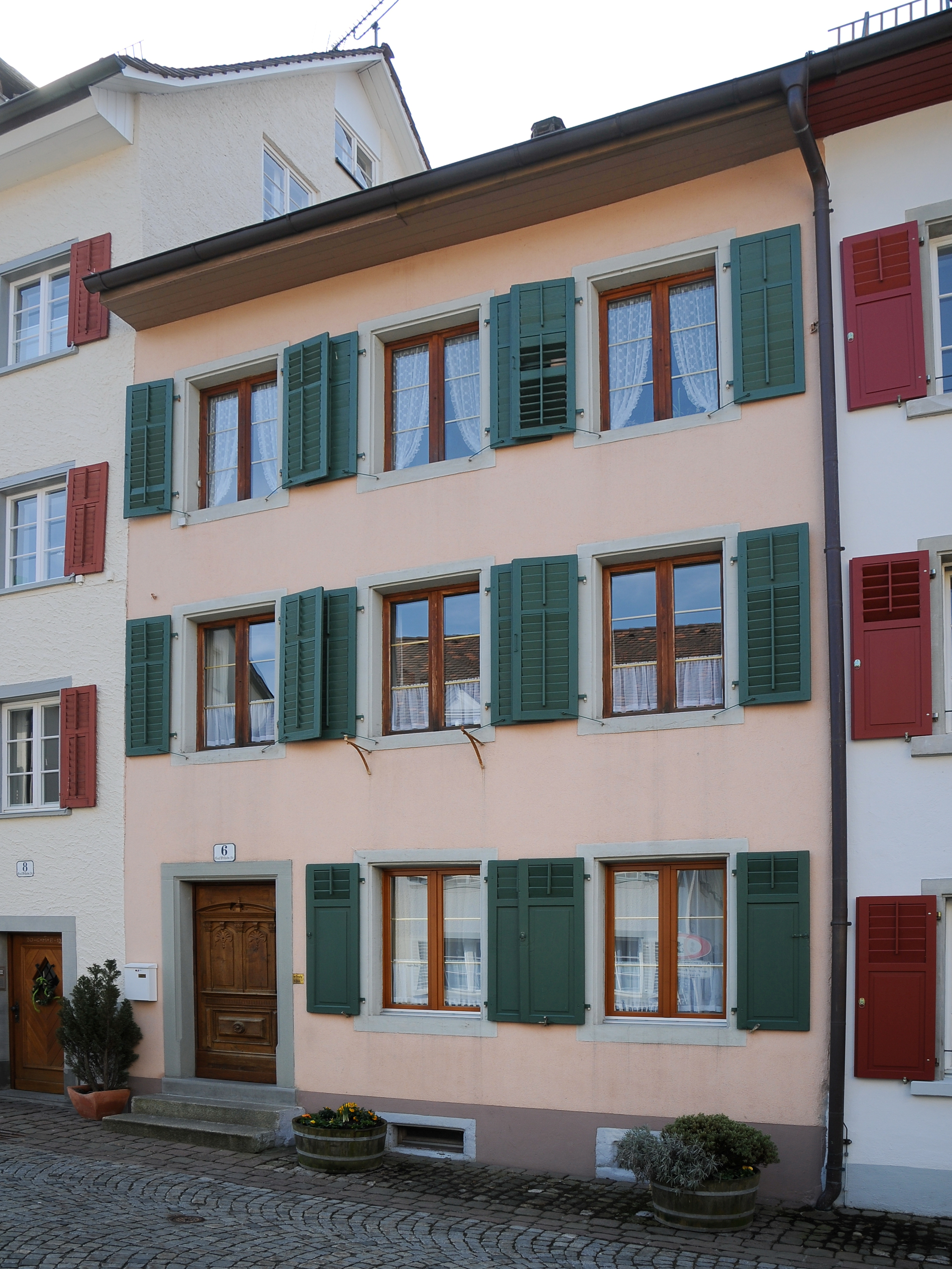
Graf-Wilhelm-Straße 6

Das Haus Graf-Wilhelm-Straße 6 ist ein Wohnhaus in der Oberstadt von Bregenz. Das Bauwerk steht unter Denkmalschutz (Listeneintrag).

## Geschichte
Das Gebäude wurde im 19. Jahrhundert erbaut, hat jedoch einen älteren Kern.

## Architektur
Das dreigeschoßige Wohnhaus hat Fenster mit Steingewänden und ein historisches Türblatt.